# پیسکتاوای، نیوجرسی
پیسکتاوای (به انگلیسی: Piscataway) شهری در ایالت نیوجرسی کشور ایالات متحده آمریکا است که جمعیت آن در سرشماری سال ۲۰۱۰ میلادی، ۵۶٬۰۴۴ نفر بوده‌است.